# Dechmont
Dechmont est un village situé dans le West Lothian, en Écosse.